# Fundació Carulla
La Fundació Carulla (anteriorment Fundació Jaume I i Fundació Lluís Carulla) és una fundació creada el 1973 per iniciativa de Lluís Carulla i Canals i Maria Font de Carulla que treballa per promoure la llengua, la cultura i els valors que configuren la societat catalana, amb la voluntat d'enfortir el sentit de pertinença. Aquesta tasca s'expressa a partir de diverses línies d'actuació com l'Editorial Barcino, el Museu de la Vida Rural, l'edició periòdica d'una Nadala miscel·lània i l'atorgament anual de diversos guardons a persones i entitats amb una tasca rellevant dins el món cultural i social català.
Aquests premis són:
- Premi Lluís Carulla (abans, Premi d'Honor Jaume I) a persones i entitats, per llur acció reconeguda arreu dels països de llengua catalana.
- Premis d'Actuació Cívica, per a reconèixer i distingir aquells que han actuat al servei de la identitat catalana
- Premis Baldiri Reixac a l'estímul i al reconeixement de l'escola catalana. S'entreguen des del curs 1978-1979[1] en tres categories: escoles, mestres i professors i alumnes.
- Premi Francesc Candel destinats a reconèixer i difondre les bones pràctiques en l'àmbit de la integració dels ciutadans catalans d'origen immigrant.
- Premis d'Educació en el lleure per a promoure projectes, reconèixer i difondre experiències de caràcter educatiu dins l'àmbit de l'educació social i del lleure.[1]

La Fundació es finança principalment per les donacions del grup empresarial Agrolimen. Actualment, el seu president és Nicolau Brossa i la seva directora, Marta Esteve.

## Premis i reconeixements
Per tot això el 2003 li fou atorgada la Creu de Sant Jordi i el guardó dels Premis Octubre. Arran del centenari del naixement del seu impulsor, l'any 2004 canvià el nom de Fundació Jaume I a Fundació Lluís Carulla. El 2014 adoptà el nom actual de Fundació Carulla.